# Конрад III фон Бикенбах
Конрад III фон Бикенбах (на немски: Konrad III von Bickenbach; * пр. 1298; † 2 юни 1354) е благородник от Бикенбах в Хесен, Германия.

## Произход
Той е единственият син на Филип фон Бикенбах († 15 август 1298/29 август 1300) и съпругата му Алхайдис (фон Щетебах) († пр. 1302). Внук е на Конрад II фон Бикенбах 'минезенгер, господар на Клингенберг († пр. 17 октомври 1272), и Гуда фон Фалкенщайн, фрау фон Клингенберг († пр. 24 февруари 1290).
Господарите фон Бикенбах построяват ок. 1235 г., през първата половина на 13 век, замък Бикенбах, днешният дворец Алсбах, над селото Алсбах, на ок. 2 km от Бикенбах. От там те могат да контролират частта си на пътя Бергщрасе, който води за Дармщат.

## Фамилия
Първи брак: с Гудела (Юта) Ценихин фон Бомерсхайм († 30 април 1336), дъщеря на Теодерих фон Бомерсхайм, бургграф на Щаркенбург († сл. 1304), и Гуда фон Праунхайм († ок. 1298). Те имат седем деца:
- Конрад IV 'Стари' фон Бикенбах († 16 октомври 1374), женен I. пр. 1357 г. за Кристина фон Хоенберг († сл. 1357/1395), II. пр. 22 март 1364 г. за шенка Маргарета фон Ербах († 1395)
- Волфрам фон Бикенбах († сл. 1375), свещеник в Хофхайм, близо до Рид
- Филип фон Бикенбах († 29 юли 1375 в Мергентхайм), в Тевтонския орден в Процелтен и Мергентхайм
- Фридрих фон Бикенбах († сл. 1353), субдякон във Фулда
- Гизо фон Бикенбах († сл. 1353), субдякон във Фулда
- Аделхайд фон Бикенбах († сл. 1368), абатиса на манастир Химелтал
- Гуда фон Бикенбах († сл. 1358), омъжена за Енгелберт фон Розенберг († сл. 1361)

Втори брак: след 30 април 1336 г. с шенка Агнес фон Ербах-Ербах († сл. 1347), дъщеря на шенк Еберхард V фон Ербах-Ербах († пр. 1303) и Агнес Райц фон Бройберг († 10 юни 1302). Те имат четири деца:
- Конрад V фон Бикенбах 'Млади'(† 4 октомври 1393, Клингенберг), господар на Клингенберг ам Майн, женен I. пр. 13 март 1364 г. за Маргарета фон Хиршхорн († 15 юни 1380), II. сл. 15 юни 1380 г. за Маргарета фон Вайлнау († сл. 13 февруари 1390)
- Неса фон Бикенбах, омъжена за фрайхер Михаел I фон Зайнсхайм († 30 юли 1399)
- Ида фон Бикенбах († сл. 1370), омъжена пр. 8 юли 1362 г. за Конрад III фон Франкенщайн († сл. 1397), син на Конрад II фон Франкенщайн († сл. 1366)
- Катарина фон Бикенбах († сл. 1367), омъжена за Фридрих 'Млади' фон Хехенрит († сл. 1367)